# Rock 'n' Roll (musikalbum av Motörhead)
Rock N' Roll utkom 1987 och är den brittiska hårdrocksgruppen Motörheads tionde album.

## Låtlista
1. Rock N' Roll
2. Eat The Rich
3. Blackheart
4. Stone Deaf In The USA
5. The Wolf
6. Traitor
7. Dogs
8. All For You
9. Boogeyman
10. Cradle To The Grave
11. Just 'Cause You Got The Power